# كنيبا
كنيبا كان ملك مرسيا من ق. 535– ق. 545.
كان كنيبا الابن الوحيد لإيسل. كان لديه ابن اسمه سينوالد الذي خلفه ملكًا وحكم منذ ق. 554– ق. 584.
لقد اقترح تسمية قرية نيبورث على اسم كنيبا كما يقترح تسمية إيكلتون على اسم إيسل.